# Shuler Hensley
Shuler Paul Hensley, né le 6 mars 1967 à Atlanta (Géorgie, États-Unis), est un chanteur et acteur américain.

## Biographie
Manhattan School of Music

## Filmographie

### Cinéma
- 2001 : The Bread, My Sweet : Pino
- 2001 : Someone Like You... : Hick Farmer
- 2004 : Van Helsing : le monstre de Frankenstein
- 2005 : La Légende de Zorro
- 2005 : Opa ! : Big Mac McLaren
- 2009 : After.Life : Vincent Miller
- 2013 : Odd Thomas contre les créatures de l'ombre : Fungus Bob Robertson
- 2016 : Noble Savages : Ted

### Télévision
- 2005 : New York, unité spéciale (saison 6, épisode 15) : Mr. Downey

## Prix et récompenses
- 2002 : Tony Award du meilleur second rôle masculin dans une comédie musicale ("Tony Award for Best Performance by a Featured Actor in a Musical"), décerné lors de la 56e Cérémonie des Tony Awards, pour Shuler Hensley (rôle de Jud Fry dans Oklahoma !)